# NIMBY Rails
《NIMBY Rails》是由Carlos Carrasco开发的铁路模拟游戏。该游戏可以在真实的世界地图上设计并搭建自己的铁路网络。它于2021年作为抢先体验游戏发布。

## 游戏玩法
《NIMBY Rails》的游戏玩法完全基于OpenStreetMap的真实世界地图开发的，没有任何随机生成的地图或关卡。游戏地图一开始是空的，没有任何火车，轨道以及站台，玩家在建造铁路轨道和车站时，除了道路和水域会阻碍建设之外几乎没有任何限制。
尽管游戏名称中含有“鄰避”（NIMBY）一词，但实则游戏内并未体现。 玩家可以选择无限资金模式或者经营模式该游戏包括一个简单的客流系统和时区系统，乘客数量会根据游戏中的时间而波动。 游戏玩法不仅包括建造铁路和轨道，还包括购买火车和机车车辆，以及调度，调整列车时刻表等功能。并且游戏提供了多人游戏模式，允许多个玩家在同一个游戏地图中进行建造。截至2022年，游戏还没有任何原声音乐或者音效。 

## 开发
《NIMBY Rails》是由巴塞罗那开发商Carlos Carrasco开发的，他在玩过交通模拟游戏《OpenTTD》后受到启发而开发了这款游戏。 Carrasco表示，《NIMBY Rails》于2018年底开始开发。为了将游戏保持在20 GB以下，同时还能包含整个世界地图，Carrasco选择从OSM数据中删除建筑并且降低地图的分辨率，然后添加来自NASA和ESA的地形数据。
游戏早期版本于2020年3月中旬公开发布，并于 2021 年 1 月 26 日在Steam上作为抢先体验游戏发布Carrasco表示，他想出“NIMBY Rails”这个标题是为了当个“标题党”来增加游戏的点击率。

## 反响
VICE新闻的阿隆·戈登（Aaron Gordon）评价这款游戏“可能是有史以来最复杂的交通开发游戏”戈登提到“虽然这款游戏对观看的人来说显得很无聊，但满足了大家对迎臂的终极幻想”。
岩石，纸张，猎枪赞扬了游戏允许在现实世界地图上自由建造的前提以及简单易学的游戏玩法，同时也指出了游戏在UI以及文本界面上的缺陷。